# Slaget ved Mortimer's Cross
Slaget ved Mortimer's Cross blev udkæmpet den 2. februar 1461 nær Kingsland, Herefordshire (mellem Leominster og Leintwardine ved Lugg-floden), ikke langt fra den walisiske grænse. Det var et stort slag i Rosekrigene. De modstående styrker bestod på den ene af en hær ledet af Jasper Tudor og hans far, Owen Tudor, og andre adelsmænd loyale over for kong Henrik 6. i House of Lancaster, hans kone, Margrete af Anjou, og deres syv-årige søn, Edvard, Prince af Wales og på den anden side en hær under Edvard, hertug af York. Nogle kilder fastslår, at det blev udkæmpet den 3. februar, og den nøjagtige placering har været genstand for en vis spekulation.

## Baggrund
I 1460 efter at han havde taget Kong Henrik 6. til fange, forsøgte Richard, hertug af York (Edvards far), at afsætte Henrik og selv blive konge. Hans nærmeste støtter talte ham fra dette trin, men han sikrede sig en aftale, hvorved han og hans efterkommere ville arve tronen ved Henriks død og dermed fratage Henriks unge søn Edvard, prins af Wales, hans arveret. Inspireret af Henriks dronning, Margrete af Anjou, begyndte Yorks fjender og rivaler at samle hære i Wales og nordlige England. York sendte Edvard af March, hans 18-årige ældste søn, for at samle støtte i området omkring grænsen til Wales, mens han selv ledte en hær mod nord. Den 30. december førte York sine mænd lige ind i en fælde i Slaget ved Wakefield, hvor han blev dræbt.
Med Yorks død tilfaldt hans titler og krav på tronen Edvard af March, nu 4. hertug af York. Han søgte at forhindre Lancaster-styrker fra Wales, ledet af Owen Tudor og hans søn Jasper, jarl af Pembroke, i at slutte sig til Lancaster-hærens hoveddel. Den ældre Tudor var enkemand efter Katarina of Valois, enke efter Henrik 5. Deres sønner (Jasper og Edmund Tudor) var, som Henrik 6.'s halvbrødre, blevet gjort til jarler, og familien var en stormagt i Sydwales. Hans hær omfattede walisere, hentet især fra Tudor-besiddelserne i Carmarthenshire og Pembrokeshire sammen med franske og bretonske lejesoldater og irske tropper ledet af James Butler, jarl af Wiltshire og Ormond. Edvard, der var baseret på Wigmore Castle, havde samlet sin hær fra de engelske grænseamter og fra Wales. Blandt hans førende støtter til stede var Lord Audley, Lord Gray fra Wilton, Sir William Herbert af Raglan, Sir Walter Devereux og Humphrey Stafford. Efter at have tilbragt Julen i Gloucester begyndte han at forberede sig på at vende tilbage til London. Imidlertid nærmede Jasper Tudors hær sig, og han ændrede sin plan. For at forhindre Tudor i at slutte sig til den hoved Lancaster-styrken, som nærmede sig London, rykkede Edvard nordpå med en hær på cirka fem tusind mand til Mortimer's Cross.

## Bisol
Da daggry brød, opstod det meteorologiske fænomen kendt som parhelion: Tre sole blev set stå op. Fremkomsten af denne bisol så kort før slaget synes at have skræmt hans tropper, men Edvard af York synes at have overbevist dem om, at det repræsenterede den Hellige Treenighed, og at Gud derfor var på deres side. Han antog det senere som sit emblem. Begivenheden blev dramatiseret af William Shakespeare i Henrik den Sjette, del 3 (se nedenfor) og i Sharon Kay Penmans The Sunne In Splendor.

## Slagets gang
En af Yorks rådgivere, Sir Richard Croft, en lokal herre fra Croft Castle, anbefalede at placere bueskytter ved vejkrydset (nu krydset A4110 og B4362 krydset) for at standse Lancaster-hærens fremrykning. Pembrokes hær var omkring tusind mand mindre end Yorks, og da den på det tidspunkt var uprøvet i kamp, var den måske ikke oprindeligt planlagt til at skulle kæmpe, men ved middagstid stod det klart, at de nødt til det for at kunne krydse Lugg-floden. Lancaster-styrkerne begyndte angrebet, Butlers deling førte det første angreb, der tvang Edvards højre flanke til at trække sig tilbage over vejen, hvor denne flanke blev opløst. Pembroke stod over for Edvards centrum og blev holdt stangen, men mest afgørende forsøgte Owen Tudor at omringe York-hærens venstrefløj. Hans deling blev besejret og en vild flugt fulgte. Pembrokes centrum brød derefter også sammen, og slaget blev vundet. Owen Tudors mænd var nu i fuld flugt. Nogle af dem blev fulgt så langt som til Hereford, cirka 27 km væk, hvor Owen selv blev taget til fange og halshugget.

## Efterspil
Da slaget havde forstyrret Yorks planer om at marchere til Midlands blev Richard Neville, jarl af Warwick, der holdt kong Henrik som fange i sit følge, i mellemtiden tvunget til at drage ud for at blokere Margretes hærs vej til London alene. Han tog stilling nord for St Albans tværs over hovedvejen fra nord (den gamle romerske vej kendt som Watling Street). Selvom han tabte slaget, der fulgte, og Margrete af Anjou og hendes hær nu kunne marchere uden modstand videre til London, gjorde de det ikke. Lancaster-hærens ry for plyndring fik londonerne til at spærre portene. Dette fik modsat Margrete til at tøve, ligesom nyheden om York-sejren ved Mortimer's Cross. Lancaster-styrkerne trak sig tilbage gennem Dunstable og mistede mange skotter og grænsefolk, der forlod hæren og vendte hjem med det bytte, de allerede havde samlet. Edvard af March og Warwick gjorde deres indtog i London den 2. marts, og Edvard blev hurtigt udråbt til kong Edvard 4. af England. Inden for få uger havde han sikret sit greb om tronen med en afgørende sejr i Slaget ved Towton.

## I Shakespeare
Shakespeare beskrev dette parhelion-fænomen og dets betydningsfulde symbolik i 2. akt, 1. scene af Henrik den Sjette, 3. del:
Tre gyldne sole, hver især en hel,
og ikke delt af skyerne der flygter,
men adskilt på den lyse, klare himmel.
Se, de forenes som til kys og favntag,
det er som om de svor en evig pagt.
Nu er de kun ét lys, ét skin, én sol.
Med det vil himlen varsle store ting.
Shakespeare udelader omtale af slaget.